# 同安街道 (合肥市)
同安街道是中华人民共和国安徽省合肥市包河区下辖的一个街道办事处。

## 行政区划
同安街道下辖以下村级行政区划单位：
朱岗社区、卫岗社区、周谷堆社区、分路口社区、王大郢社区和五里庙社区。